# 전선 (군사)

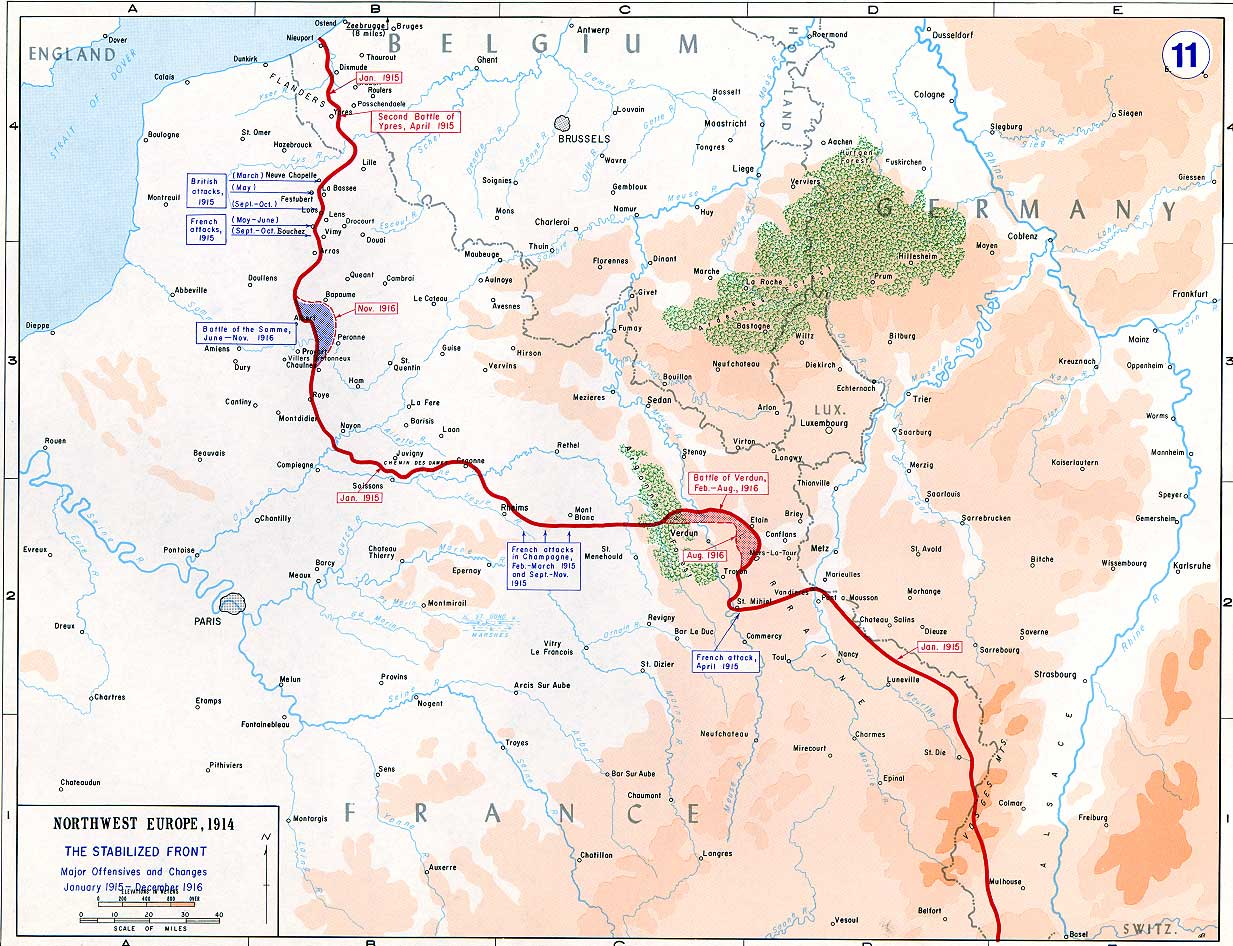

전선(戰線, 영어: front, battlefront)은 전쟁에서 무장충돌이 벌어지는 특정한 지리적 구역을 의미한다. 세계 여러 곳에서 동시에 일어나는 전쟁의 경우 여러 전선에서 동시에 전쟁이 일어난다고 할 수 있다. 일반적으로 각 전선은 다른 전선들로부터 지리적으로 구별되어 있으며 일반적으로 대륙이나 해양의 경계선을 따라 구분한다. 한 전쟁이 여러 전쟁에서 벌어지기 위해서는 참전군 중 최소한 하나가 두 개 이상의 전선에 참여하고 있어야 하며, 그렇지 않은 경우 독립된 복수의 국지전으로 간주된다.
최초의 예는 아니나 여러 전선이 동원된 가장 대표적인 예로는 제2차 세계 대전을 들 수 있다. 이 전쟁에서는 최소한 유럽, 태평양, 북아프리카의 세 전선이 동원되었으며, 아프리카는 일부 전사가들에 의해 유럽 전선의 일부로 간주된다. 유럽의 동부 전선은 서부 전선을 독립된 전선으로 간주하기도 한다.

## 같이 보기
- 일반 전초(GOP)
- 휴전선 감시 초소(GP)